# 8541 Schalkenmehren
8541 Schalkenmehren este un asteroid din centura principală de asteroizi.

## Descriere
8541 Schalkenmehren este un asteroid din centura principală de asteroizi. A fost descoperit pe 9 octombrie 1993 la Observatorul La Silla de Eric Walter Elst. Asteroidul prezintă o orbită caracterizată de o semiaxă mare de 2,18 ua, o excentricitate de 0,05 și o înclinație de 2,8° în raport cu ecliptica.